# 뉴포트뉴스 조선소
뉴포트 뉴스 조선소(Newport News Shipbuilding)는 헌팅턴 잉갈스 인더스트리스의 계열사이다. 미국 버지니아주에서 최대 규모로 근로자를 채용한 곳이다.

## 역사
1886년 Chesapeake Dry Dock and Construction Co.라는 이름으로 버지니아주 뉴포트 뉴스에 설립되었다. 뉴포트 뉴스 조선소는 800척 이상의 군함과 상업용 선박을 건조하였다. 550 에이커의 면적으로, 미국 동부 해안의 중요한 거대 항구에 위치해 있다. 버지니아 주의 체사피크 만은 미국 독립전쟁 당시 체사피크 만 해전으로 유명한 곳이다.
2001년 11월 7일 노스럽 그러먼은 뉴포트 뉴스 조선소를 26억 달러에 구매했다. 이 인수합병으로 40억 달러의 노스럽 그러먼 뉴포스 뉴스 조선소가 탄생했다.
2011년 3월 15일 노스럽 그러먼은 헌팅턴 잉갈스 인더스트리스(HII, Huntington Ingalls Industries)라는 이름으로 뉴포트 뉴스 조선소를 분리해, 3월 31일 뉴욕 증권거래소에 상장했다.

## 갤러리

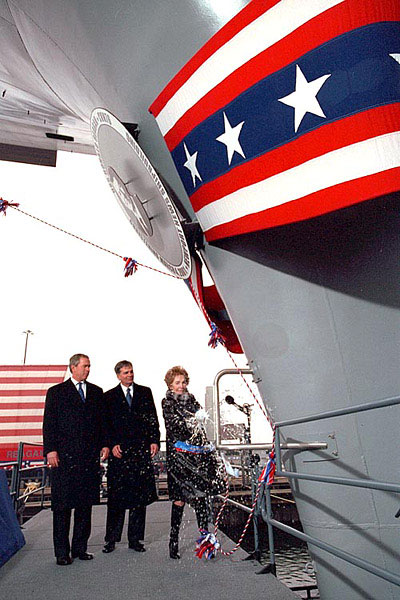
USS 로널드 레이건 (CVN-76)의 명명식
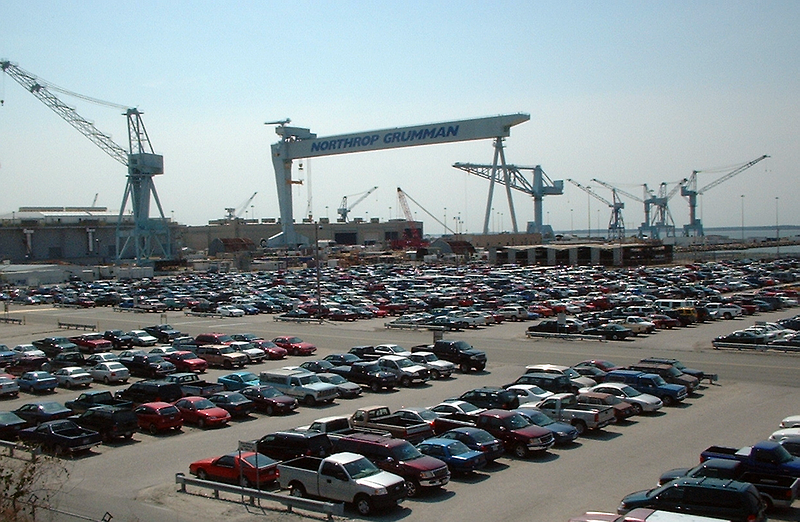
조선소의 북쪽 크레인
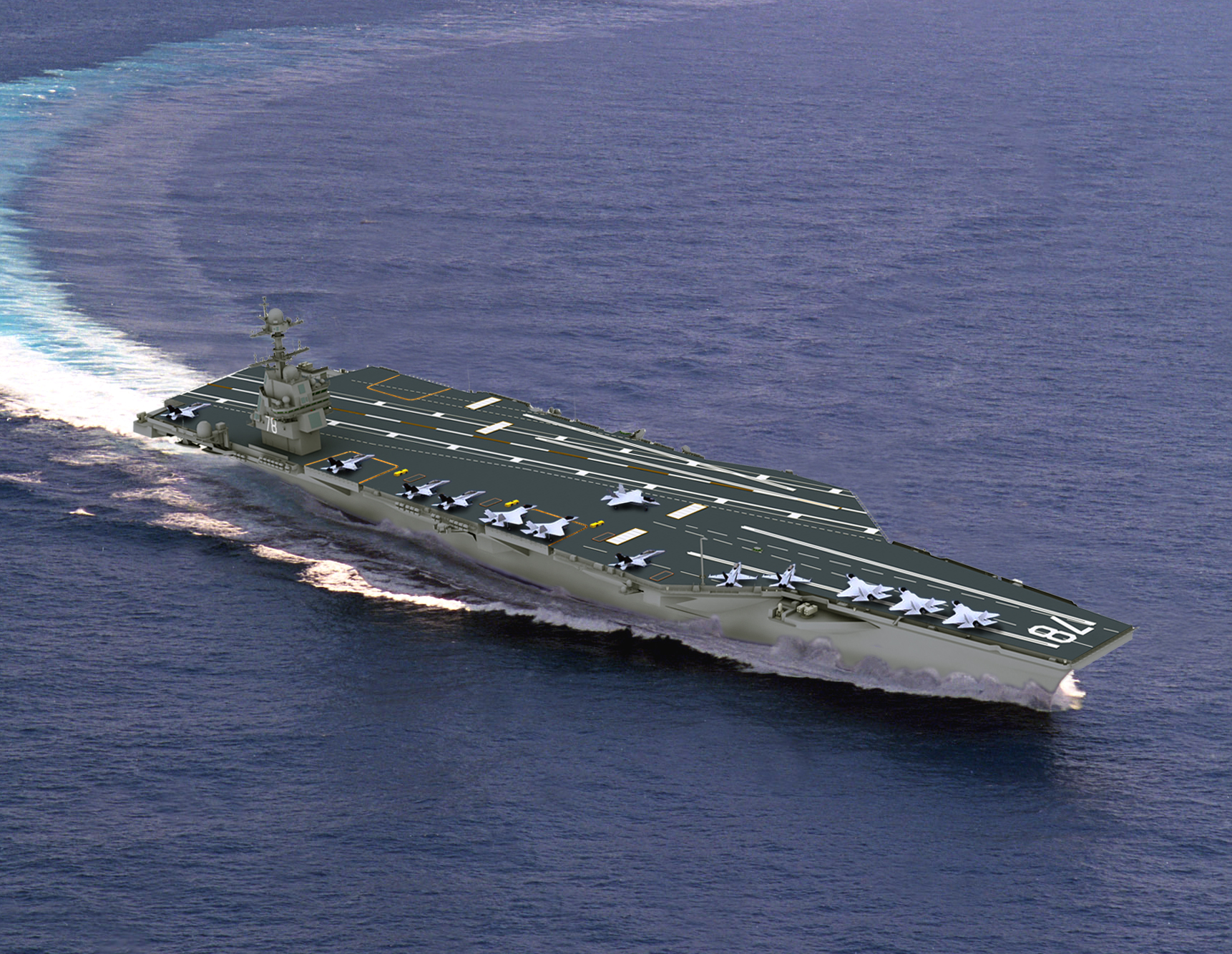
USS 제럴드 R. 포드 (CVN-78) 항공모함 아티스트 이미지
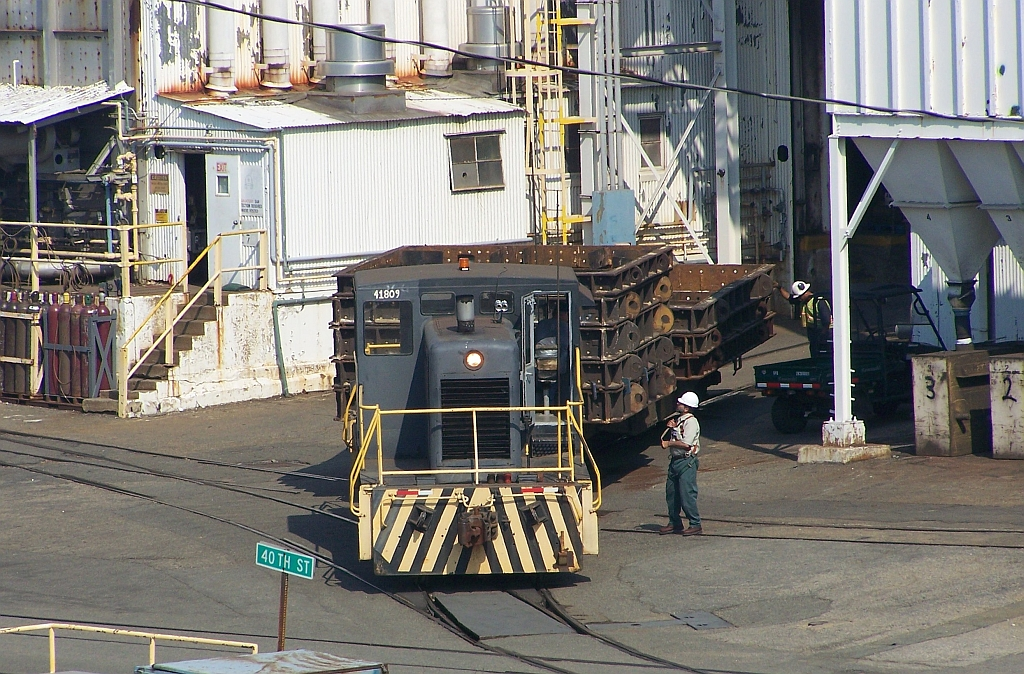
조선소의 철도 시스템

## 같이 보기
- 현대중공업 - 뉴포트 뉴스는 미국 최대 조선소, 현대중공업은 세계 최대 조선소다.